# Eggdrop
Eggdrop è un popolare bot IRC. È il più vecchio bot per IRC ancora in attività.

## Storia dello Sviluppo
È stato originariamente scritto da Robey Pointer nel dicembre del 1993 per aiutare a gestire e proteggere il canale #gayteen sul network EFnet. Il primo Eggdrop bot è stato nominato Valis.
Eggdrop era stato originariamente programmato per aiutare a gestire e proteggere i canali IRC dagli IRC takeover tentando altre forme di IRC War.

## Caratteristiche
Eggdrop è stato scritto in linguaggio C ed ha caratteristiche interfacce per moduli C e script Tcl che permettono agli utenti di migliorare ulteriormente le funzionalità del bot.
Deve la sua popolarità alla massiccia quantità di script Tcl disponibili per espandere le sue funzionalità, molte delle quali scritte dagli utenti di Eggdrop.
Gli script sono in grado di aggiungere ed estendere funzionalità come: giochi online, statistiche, gestione utenti e canali, immagazzinamento e consultazione delle informazioni, accoglienza degli utenti nel canale, ricordano quando un utente è stato visto l'ultima volta in canale, gestiscono botnet, anti-spam, immagazzinano e distribuiscono file (solitamente tramite il protocollo DCC), gestiscono servizi IRC (come ChanServ e NickServ), e molto altro.
Eggdrop permette anche di costruire una botnet, la quale collega tra di loro molti bot che condividono dati e lavorano in maniera coordinata.
Eggdrop incorpora il supporto per condividere le informazioni degli utenti e dei ban dai canali. È richiesto uno script per il controllo simultaneo di più bot e per coordinare la gestione del canale.
Eggdrop crea una botnet che è accessibile tramite DCC o telnet. Le persone sono capaci di comunicare tra loro dentro la botnet come in una sorta di piccolo server IRC. Il canale 0 è destinato di default a questo tipo di comunicazioni.

## Popolarità
Nel corso degli anni Eggdrop è diventato uno dei più popolari bot che si usano su IRC.

## Supporto
Il supporto per Eggdrop è disponibile tramite IRC sul canale #eggdrop del network IRC Undernet. Su IRCnet e DALnet, il supporto è disponibile al canale #eggdrop. Su QuakeNet il supporto è disponibile sul canale #eggdrop.support. su EFnet e freenode il supporto è disponibile nel canale #egghelp. (Il canale #eggdrop su EFnet non è più un canale d'aiuto dal maggio 2006.) L'aiuto per Eggdrop è disponibile anche nel canale #EggFAQ sul network UniBG.
C'è anche un canale d'aiuto per la programmazione in Tcl, e le specifiche estensioni Tcl per Eggdrop sui più grandi network chiamati #tcl. Attenzione che il canele #tcl su freenode è il canale ufficiale di Tcl e non è un canale di supporto per gli script di Eggdrop.